# Affonso Felippe Gregory
Dom Affonso Felippe Gregory (Estrela, 6 de fevereiro de 1930 – Porto Alegre, 6 de agosto de 2008) foi um bispo católico brasileiro. Foi bispo auxiliar do Rio de Janeiro e bispo diocesano de Imperatriz, no Maranhão.

## Estudos
Dom Affonso estudou no Seminário São José de Gravataí (1942-1949), no Seminário Nossa Senhora da Conceição de São Leopoldo (1950-1952) e na Pontifícia Universidade Gregoriana (1952-1956).

## Atividades antes do episcopado
Dom Gregory recebeu a ordenação presbiteral no dia 25 de fevereiro de 1956, aos 26 anos. Foi o primeiro pároco de São Carlos, na Arquidiocese de Porto Alegre (1961-1962);  professor no Seminário de Viamão; primeiro Diretor Executivo do Centro de Estatística Religiosa e Investigações Sociais (1963-1980); membro da Equipe de Reflexão Teológico-Pastoral do CELAM (1956-1980); membro do Pontifício Conselho Cor Unum da Santa Sé em 1977; perito da Segunda Conferência Geral do Episcopado Latino-Americano, em Medellin (1968); membro da Comissão de Desenvolvimento e População da OEA (1968-1970).

## Atividades durante o episcopado
No dia 2 de agosto de 1979, o Papa João Paulo II designou Affonso Gregory para a função de bispo auxiliar do Rio de Janeiro, com a sé titular de Drusiliana. Recebeu a ordenação episcopal no dia 12 de outubro de 1979, pelas mãos do Cardeal Eugênio Sales, Dom Adriano Mandarino Hypólito, OFM, e Dom Waldyr Calheiros Novaes.
No dia 16 de julho de 1987, Dom Affonso foi designado  para ser o primeiro bispo de Imperatriz.
Dom Affonso foi ainda Presidente da Cáritas Brasileira e Responsável pelo Setor da Pastoral Social da CNBB (1983-1990); Presidente da Cáritas Internacional (1991-1999); Presidente do CERIS (1981).
Renunciou ao múnus episcopal no dia 3 de agosto de 2005, sendo sucedido por Dom Gilberto Pastana de Oliveira.
O bispo faleceu às 20h30min do dia 6 de agosto de 2008, uma quarta-feira, no Hospital Mãe de Deus, na cidade de Porto Alegre, onde estava internado. Há aproximados dois anos Dom Affonso sofria de leucemia. O sepultamento ocorreu na cidade de Imperatriz.

## Homenagem
A ponte estilo estaiada que interliga as cidades de Imperatriz, no Maranhão, a São Miguel do Tocantins, no estado do Tocantins, recebeu o seu nome quando foi inaugurada em 2009.

## Ordenações episcopais
Dom Affonso Felippe foi concelebrante da ordenação episcopal de:
- Dom Carlo Ellena
- Dom Gilberto Pastana de Oliveira